# Amalia van Nieuwenaar-Alpen

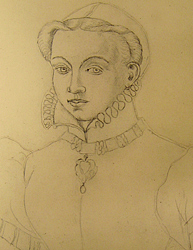
Amalia van Nieuwenaar door Jacques Le Boucq

Amalia van Nieuwenaar-Alpen (1540 - 10 april 1602) was de dochter van Gumprecht II van Nieuwenaar-Alpen en Cordula van Holstein-Schauenburg. 
Haar eerste echtgenoot was Hendrik van Brederode, die een belangrijke rol speelde in de Nederlandse Opstand. Hendrik liet voor haar het lustslot Amaliastein bouwen. Na Hendriks dood in 1568 trouwde zij in 1569 met Frederik III van de Palts. 
Van 1579 tot 1587 was zij vrouwe van de heerlijkheid Vianen en de hogere heerlijkheid Bergen in Noord-Holland, een titel die zij erfde van haar eerste echtgenoot. In 1589 erfde zij het graafschap Limburg (Lenne) van haar halfbroer Adolf van Nieuwenaar. In 1590 kreeg zij de rechten over Alpen, Helpenstein, Lennep en de erfvoogdij over Keulen van haar halfzuster Magdalena. Alpen werd in 1597 bezet door Staatse troepen en het jaar daarop door het Spaanse  Leger van Vlaanderen. 